# Finian Maynard

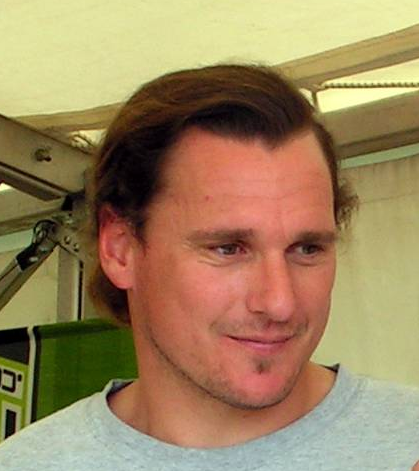
Finian im Interview beim Surfopening in Podersdorf 2005

Finian Maynard (* 22. November 1974 in Dublin, Irland) hielt mit einer Geschwindigkeit von 48,7 kn (90,2 km/h) den bestätigten Geschwindigkeits-Weltrekord für segelbetriebene Wasserfahrzeuge über die Distanz von 500 Metern.
Er ist zweifacher Weltrekordhalter und vierfacher Weltmeister im Speed-Windsurfen (1998 bis 2001) mit der Segelnummer KV-11 oder BVI-11. Aufgewachsen auf den karibischen British Virgin Islands, begann er im Alter von sieben Jahren mit dem Windsurfen und bestritt mit 12 Jahren seine ersten Wettkämpfe. Seit seinem 16. Lebensjahr betreibt Maynard seinen Sport hauptberuflich.
Am 13. November 2004 verbesserte Finian Maynard den 11 Jahre lang ungebrochenen Weltrekord für das schnellste segelbetriebene Wasserfahrzeug des Katamarans Yellow Pages Endeavour auf 46,82 kn Durchschnittsgeschwindigkeit über 500 m.
Diesen Rekord verbesserte er am 10. April 2005 auf die neue Weltbestleistung von 48,7 kn (90,2 km/h); die Ratifizierung durch den World Sailing Speed Record Council erfolgte am 11. April 2005.
Am 5. März 2008 überbot der Franzose Antoine Albeau diesen Rekord mit 49,09 kn.
Der Surfspot, an dem alle diese Rekorde und auch der vormalige Windsurf-Speed-Weltrekord von Thierry Bielak 1993 aufgestellt wurden, befindet sich in Südfrankreich und ist bekannt als „le canal“ oder der „French Trench“. Es handelt sich um einen 1100 m langen und 15 m breit angelegten Kanal am Strand von Saintes-Maries-de-la-Mer in der Camargue.
Der Kanal wurde speziell für Weltrekordversuche entwickelt, um bei extrem hohen Windgeschwindigkeiten die Wellenbildung auf dem Wasser zu minimieren. Nur bei sehr flachem Wasser ist es möglich, maximale Höchstgeschwindigkeiten zu erreichen.
Es gibt aber auch Geschwindigkeitsrekordversuche von Windsurfern auf offener See. Am 15. Oktober 2005 überbot Finian Maynard bei der ISA Speedsurfing Grand Prix Tour 2005 in Walvis Bay in Namibia auch den Weltrekord über die Seemeile von 34,44 kn von Björn Dunkerbeck und stellte eine neue Bestmarke von 39,97 kn auf. Dieser Rekord wurde allerdings am 31. Oktober 2006 von Dunkerbeck mit 41,14 kn wieder zurückgeholt und ging im April 2007 mit 41,69 kn wieder an ein Fahrzeug mit fest stehendem Mast, nämlich die vom Franzosen Alain Thebault gesegelte Experimentalyacht Hydroptère.
Er gründete 2019 seine eigene Marke FMX Racing. FMX Racing entstand aus dem Wunsch heraus, erstklassige Produkte für den Windsurfmarkt zu entwerfen, zu formen, herzustellen, zu testen und zu liefern.

## Auszeichnungen
- Two-time world outright 500 meter Rekordhalter (46.82 & 48.70-knots)
- World outright nautical mile Rekordhalter (39.97-knots)
- WSSRC 10 Sq.M Class Rekordhalter
- 6-time Speed World Champion ('98-'01, 2006 & 2009)
- 2011 5. Platz PWA Slalom
- 2010 5. Platz PWA Slalom
- 2009 2. Platz PWA Slalom
- 2008 7. Platz PWA Slalom
- 2007 PWA World Tour Slalom rank 5th
- 2012 1. Platz PWA Fuerteventura Slalom
- 2016 5. Platz Sylt
- 2017 4. Platz Fly! Ana PWA Windsurfing World Cup Yokosuka Japan
- 2018 1. Platz Costa Brava Slalom, 10. Fuerteventura[4]